# 膜叶刺蕊草
膜叶刺蕊草（学名：Pogostemon esquirolii）为唇形科刺蕊草属下的一个种。分布于云南南部、东南部，广西，贵州，广东，海南，长生长于山谷、溪边及路旁。

## 别称
鸡骨头菜（云南麻栗坡），爬努阿帕（云南红河哈尼语），野蓝靛（广西田林）

## 扩展阅读
- 維基物種上的相關：膜叶刺蕊草